# Boucé (Orne)
 (février 2021).
Pour les articles homonymes, voir Boucé.
Boucé est une commune française, située dans le département de l'Orne en région Normandie, peuplée de 567 habitants.

## Géographie
La commune est aux confins du pays d'Houlme, du pays d'Andaine, de la campagne d'Alençon et de la plaine d'Argentan. Son bourg est à 8,5 km au sud d'Écouché, à 10 km à l'est de Rânes, à 10 km au nord-est de Carrouges, à 12 km au sud-ouest d'Argentan et à 22 km à l'ouest de Sées.
| Vieux-Pont             | Avoine                     | Francheville      |
| Sainte-Marie-la-Robert | Boucé                      | Francheville      |
| Le Ménil-Scelleur      | Saint-Sauveur-de-Carrouges | La Lande-de-Goult |

### Hydrographie
La commune est située dans le bassin Seine-Normandie. Elle est drainée par la Cance, le ruisseau des Landelles, le ruisseau du Moulin de Besnard, le ruisseau de Clairefontaine, un bras de la Cance, un bras des Landelles, le fossé 01 des Aucherels, le fossé 01 des Loges, le fossé 01 des Marcs Louvets, le fossé 01 du Feugeret, le Merdrel, le ruisseau du Gué de la Heze et divers autres petits cours d'eau,.
La Cance, d'une longueur de 26 km, prend sa source dans la commune de La Lande-de-Goult et se jette  dans un bras de l'Orne à Écouché-les-Vallées, après avoir traversé six communes. 
Le ruisseau des Landelles, d'une longueur de 11 km, prend sa source dans la commune de La Lande-de-Goult et se jette  dans la Cance sur la commune, après avoir traversé trois communes. 
Le ruisseau du Moulin de Besnard, d'une longueur de 13 km, prend sa source dans la commune de Chahains et se jette  dans l'Udon en limite de Vieux-Pont et de Sainte-Marie-la-Robert, après avoir traversé huit communes. 

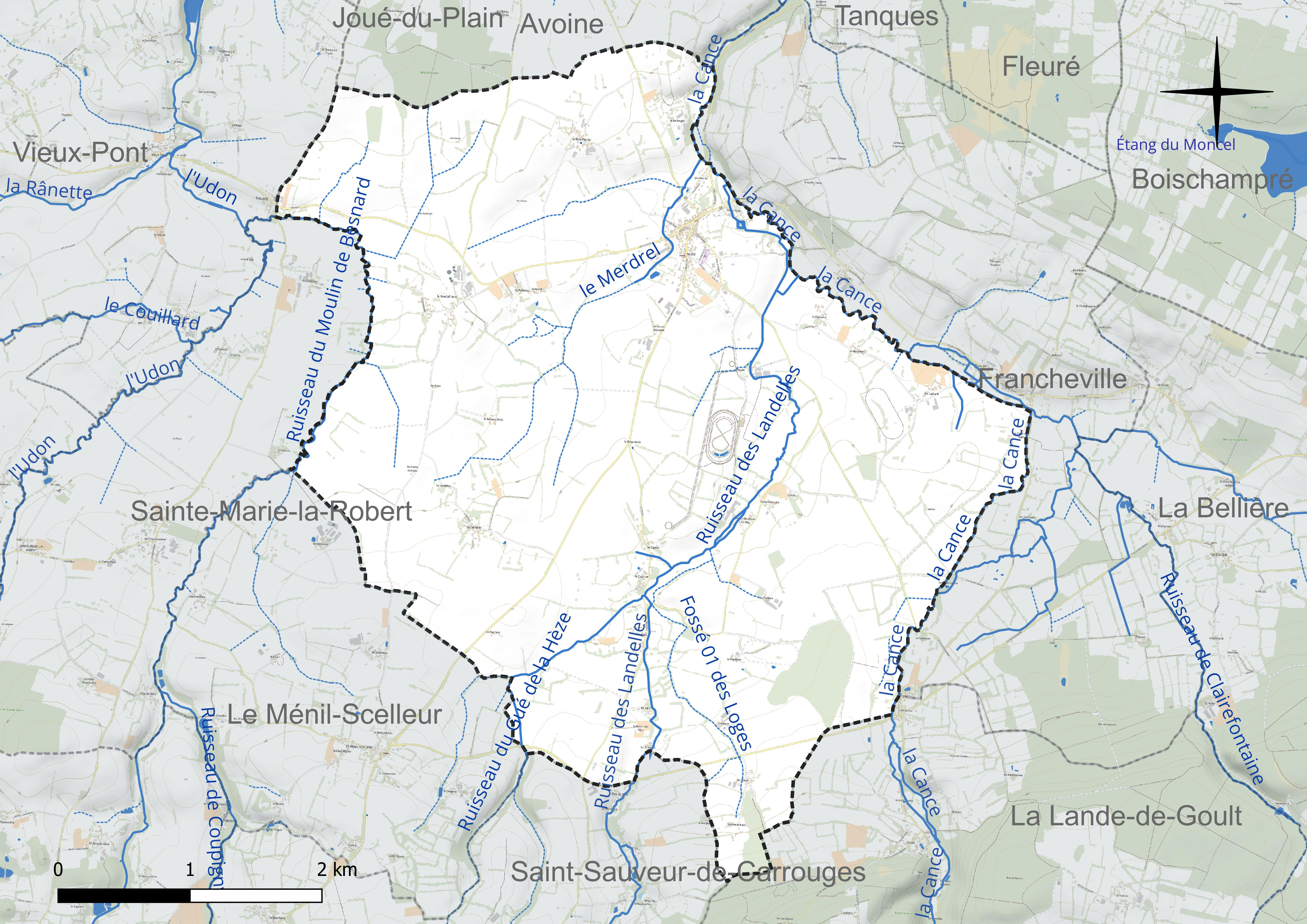
Réseau hydrographique de Boucé.

### Climat
Pour des articles plus généraux, voir Climat de la Normandie et Climat de l'Orne.
En 2010, le climat de la commune est de type climat océanique dégradé des plaines du Centre et du Nord, selon une étude du CNRS s'appuyant sur une série de données couvrant la période 1971-2000. En 2020, Météo-France publie une typologie des climats de la France métropolitaine dans laquelle la commune est dans une zone de transition entre le climat océanique et le climat océanique altéré et est dans la région climatique Normandie (Cotentin, Orne), caractérisée par une pluviométrie relativement élevée (850 mm/a) et un été frais (15,5 °C) et venté. Parallèlement le GIEC normand, un groupe régional d’experts sur le climat, différencie quant à lui, dans une étude de 2020, trois grands types de climats pour la région Normandie, nuancés à une échelle plus fine par les facteurs géographiques locaux. La commune est, selon ce zonage, exposée à un « climat contrasté des collines », correspondant au Bocage normand, bien arrosé, voire très arrosé sur les reliefs les plus exposés au flux d’ouest, et frais en raison de l’altitude.
Pour la période 1971-2000, la température annuelle moyenne est de 10,3 °C, avec une amplitude thermique annuelle de 13,5 °C. Le cumul annuel moyen de précipitations est de 813 mm, avec 12,4 jours de précipitations en janvier et 7,4 jours en juillet. Pour la période 1991-2020, la température moyenne annuelle observée sur la station météorologique la plus proche, située sur la commune d'Argentan à 12 km à vol d'oiseau, est de 11,1 °C et le cumul annuel moyen de précipitations est de 691,9 mm,. Pour l'avenir, les paramètres climatiques de la commune estimés pour 2050 selon différents scénarios d’émission de gaz à effet de serre sont consultables sur un site dédié publié par Météo-France en novembre 2022.

## Urbanisme

### Typologie
Au 1er janvier 2024, Boucé est catégorisée commune rurale à habitat dispersé, selon la nouvelle grille communale de densité à sept niveaux définie par l'Insee en 2022. Elle est située hors unité urbaine. Par ailleurs la commune fait partie de l'aire d'attraction d'Argentan, dont elle est une commune de la couronne,. Cette aire, qui regroupe 50 communes, est catégorisée dans les aires de moins de 50 000 habitants,.

### Occupation des sols
L'occupation des sols de la commune, telle qu'elle ressort de la base de données européenne d’occupation biophysique des sols Corine Land Cover (CLC), est marquée par l'importance des territoires agricoles (96,1 % en 2018), une proportion sensiblement équivalente à celle de 1990 (96,4 %). La répartition détaillée en 2018 est la suivante : terres arables (57,5 %), prairies (38,5 %), forêts (2,1 %), zones urbanisées (1,8 %), zones agricoles hétérogènes (0,2 %). L'évolution de l’occupation des sols de la commune et de ses infrastructures peut être observée sur les différentes représentations cartographiques du territoire : la carte de Cassini (XVIIIe siècle), la carte d'état-major (1820-1866) et les cartes ou photos aériennes de l'IGN pour la période actuelle (1950 à aujourd'hui).

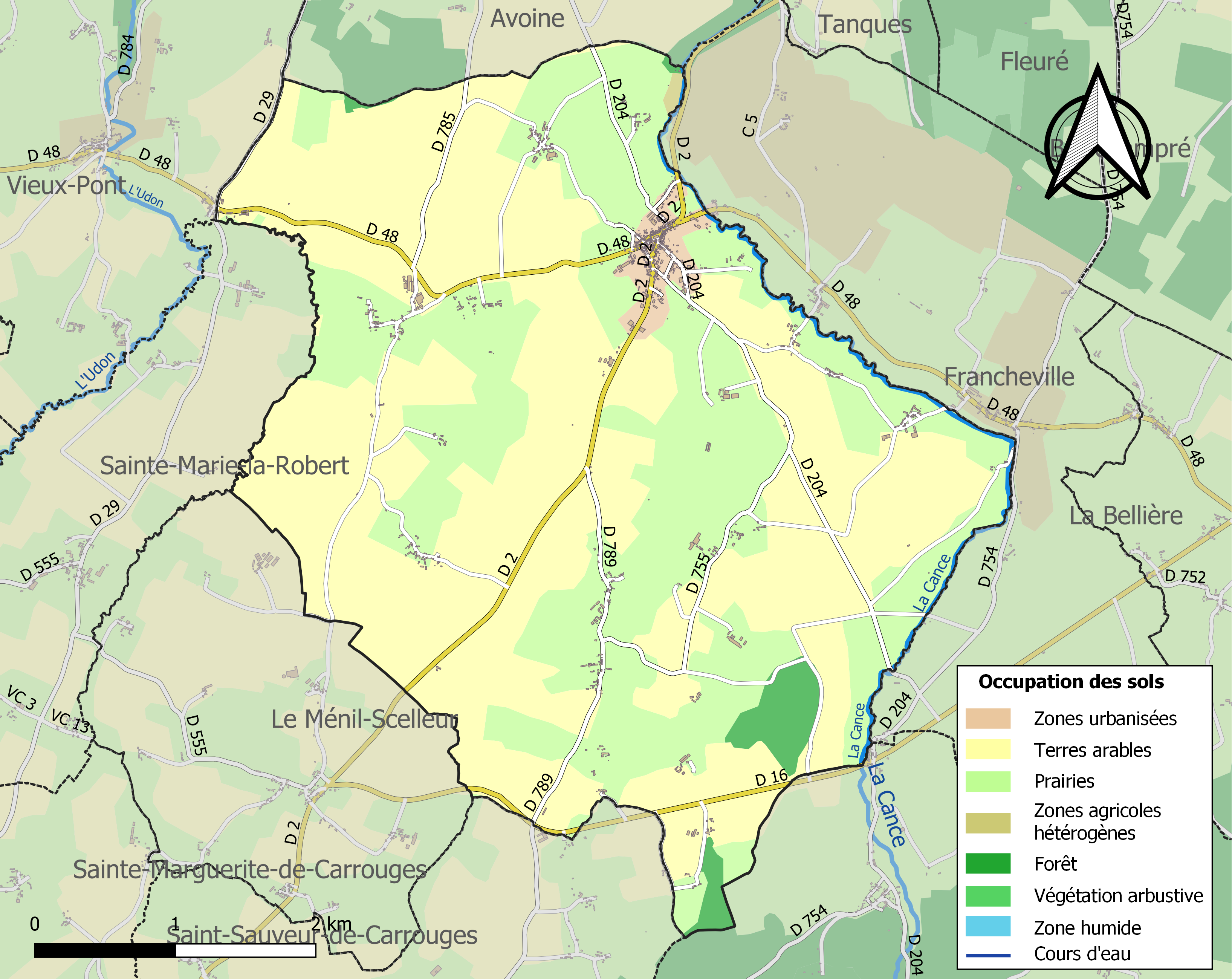
Carte des infrastructures et de l'occupation des sols de la commune en 2018 (CLC).

## Toponymie
Le nom de la localité est attesté sous la forme Boceio vers 1080.
Il y a débat sur l'origine du toponyme. Albert Dauzat y décèun anthroponyme latin : Buccius ou Buttius, tandis que René Lepelley le considère issu du substantif latin buxus, « buis ».
L'étymologie est similaire à celle d'autres communes ornaises telles Boissy-Maugis, Boissei-la-Lande et Boëcé.
Le gentilé est Boucéens.

## Histoire
Du XVIe siècle jusqu'à la fin du XIXe, des seigneurs bas-normands (les de Nocey, puis les de Gastey, à Boucey) construisirent et exploitèrent des ateliers métallurgiques (comme dans une dizaine d'autres sites ornais dont Carrouges, Le Champ-de-la-Pierre, Rânes…). Avec la Révolution de 1789, la majorité des biens de la noblesse et du haut clergé furent saisis par la nation. Dans ces biens nationaux, les ateliers métallurgiques furent souvent vendus par l'État — avec des conditions financières avantageuses — à une classe de gens (l'élite du tiers état) décidés à faire fortune à leurs risques et périls (connus comme « maîtres de forges » à leur compte et non plus comme avant pour le compte d'un maître propriétaire). En ce qui concerne les travailleurs manuels (ou man-œuvres), l'activité métallurgique traditionnelle essaya de perdurer. En ce qui concerne le site de Boucey — entre 1770 et 1820 — les forges de Boucey employaient une centaine d'hommes qui y trouvaient le gagne-pain de leur famille : certains — dans les mois d'hiver — s'activaient au haut fourneau (approvisionné en minerai de fer tiré des carrières de Rânes - Saint-Brice et en charbon de bois produit en forêt d'Écouves) ; d'autres faisaient fonctionner les forges (qui utilisaient la force motrice de la rivière la Cance). La production annuelle de 150 à 200 tonnes de fer étaient vendus, au moment des foires en particulier, pour être transformés dans d'autres ateliers spécialisés de la région en outils, d'ustensiles… Mais le XIXe siècle allait connaître — après la révolution politique amorcée en 1789 — une énorme transformation de la société touchant à la finance, au machinisme, aux transports, aux échanges à l'intérieur et à l'extérieur de la France… Qui aurait pu penser que la technique séculaire de production du fer — en passant par la fonte avec l'aide du charbon de bois — arrivait à la limite de ses possibilités ? Et pourtant cette activité « à l'ancienne » allait cesser en quelques dizaines d'années seulement[style à revoir]. Localement à Boucé (et autour, dans l'Orne ou aux limites), l'épuisement du minerai superficiel, la pénurie en charbon de bois, et surtout — à partir de 1860 — la concurrence des ateliers anglais plus performants (car chauffés au coke) signèrent la fin. Un des derniers maîtres de forges, M. Guérin-Beaupré fut maire de Boucé vers 1879.
À la création des cantons sous la Révolution, Boucé est rattachée au canton de Rânes. Ce canton est supprimé lors du redécoupage cantonal de l'an IX (1801).
Au XIXe siècle — après les bouleversements de la Révolution de 1789 — l'empereur Napoléon Ier décida de remettre de l'ordre dans de multiples domaines. Pour ce faire, il voulut s'appuyer sur la religion catholique (et ses représentants : évêques et curés) en signant avec le pape le concordat de 1801. À Boucé, le clergé encouragea les paroissiens à faire rebâtir l'église Saint-Pierre. Pour porter secours aux habitants les plus pauvres, il entreprit la création d'une maison d'accueil pour enfants malheureux. Les sœurs de la Providence de Ruillé-sur-Loir (Sarthe) furent sollicitées pour animer cette institution de charité privée. Cette maison démontra tellement son utilité qu'elle existe toujours en 2020 : c'est la MECS (maison d'éducation à caractère social). Certes, elle fait désormais partie des services sociaux de l'État et les personnes concernées — ainsi que les services rendus — ont été adaptés aux besoins évolutifs de la société.
Depuis 1850, dans tous les départements français, le progrès se concrétisa par de nombreuses innovations. Dans le domaine des transports, ce fut le chemin de fer — avec ses nouveaux services de transport de voyageurs et de marchandises (bois et verges de fer, en lien avec la grosse-forge, matériel agricole, productions locales : bestiaux pour Paris-La Villette, pommes à cidre, pour ce qui concerne Boucé. Cela toucha de plus en plus de villes — de préfectures comme Alençon, et de sous-préfectures comme Argentan, Mortagne et Domfront —. Beaucoup de chefs-lieux de cantons souhaitèrent en être aussi dotés. C'est ainsi que fut programmée la construction d'un tramway rural Vimoutiers - Pré-en-Pail. La portion Trun-Carrouges via Argentan fut mise en service en décembre 1913 ; elle desservait Boucé ; cependant la ligne ne fut pas prolongée après la Première Guerre mondiale car elle fut vite concurrencée — ici comme ailleurs en France — par les camions, les autocars et les voitures automobiles circulant sur un réseau routier sans cesse amélioré. La ligne de tramway ferma donc en 1937.

## Politique et administration

### Rattachements administratifs et électoraux
Rattachements administratifs
La commune se trouve depuis 1926 dans l'arrondissement d'Argentan du département de l'Orne.
Elle faisait partie depuis 1806 du canton d'Écouché. Dans le cadre du redécoupage cantonal de 2014 en France, cette circonscription administrative territoriale a disparu, et les "cantons" ne sont plus que des circonscriptions électorales.
Rattachements électoraux
Pour les élections départementales, la commune fait partie depuis 2014 du canton de Magny-le-Désert
Pour l'élection des députés, elle fait partie de la troisième circonscription de l'Orne.

### Intercommunalité
Boucé  était membre de la communauté de communes d'Écouché, un petit  établissement public de coopération intercommunale (EPCI) à fiscalité propre créé fin 1996 et auquel la commune a transféré un certain nombre de ses compétences, dans les conditions déterminées par le code général des collectivités territoriales.
Celle-ci fusionne dans un premier temps avec ses voisines pour former, le 1er janvier 2013 la  communauté de communes des Courbes de l'Orne qui regroupait 16 communes mais moins de 7 000 habitants.
Dans le cadre des dispositions de la loi portant nouvelle organisation territoriale de la République du 7 août 2015, qui prévoit que les établissements publics de coopération intercommunale (EPCI) à fiscalité propre doivent avoir un minimum de 15 000 habitants, les Courbes de l'Orne ont du fusionner à leur tour au sein de la communauté de communes Argentan Intercom. Cette fusion est intervenue le 1er janvier 2017 et Boucé en est depuis lors membre.

### Administration municipale
Compte tenu de la taille de la commune, 
Le conseil municipal est composé de quinze membres dont le maire et ses adjoints.

### Liste des maires
| Période                                  | Période   | Identité            | Étiquette | Qualité                              |
| ---------------------------------------- | --------- | ------------------- | --------- | ------------------------------------ |
| Les données manquantes sont à compléter. |           |                     |           |                                      |
| 1919                                     | 1959      | Georges Pillu       |           | Agriculteur                          |
| 1959                                     | 1995      | André Mercier       |           | Agriculteur                          |
| juin 1995                                | mai 2020  | Jacky Coursière     | SE        | Agriculteur                          |
| mai 2020                                 | juin 2020 | M. Dominique Busson | SE        | Responsable financier Démissionnaire |
| juin 2020                                | En cours  | Brigitte Messager   | SE        | Secrétaire                           |

## Population et société

### Démographie
L'évolution du nombre d'habitants est connue à travers les recensements de la population effectués dans la commune depuis 1793. Pour les communes de moins de 10 000 habitants, une enquête de recensement portant sur toute la population est réalisée tous les cinq ans, les populations de référence des années intermédiaires étant quant à elles estimées par interpolation ou extrapolation. Pour la commune, le premier recensement exhaustif entrant dans le cadre du nouveau dispositif a été réalisé en 2006.
En 2022, la commune comptait 567 habitants, en évolution de −8,4 % par rapport à 2016 (Orne : −3,21 %, France hors Mayotte : +2,11 %).Au premier recensement républicain, en 1793, Boucé comptait 1 488 habitants, population jamais atteinte depuis.
| 1793  | 1800  | 1806  | 1821  | 1836  | 1841  | 1846  | 1851  | 1856  |
| ----- | ----- | ----- | ----- | ----- | ----- | ----- | ----- | ----- |
| 1 488 | 1 159 | 1 469 | 1 379 | 1 476 | 1 251 | 1 311 | 1 304 | 1 212 |

| 1861  | 1866  | 1872  | 1876  | 1881  | 1886  | 1891  | 1896  | 1901 |
| ----- | ----- | ----- | ----- | ----- | ----- | ----- | ----- | ---- |
| 1 150 | 1 157 | 1 121 | 1 102 | 1 037 | 1 028 | 1 006 | 1 002 | 871  |

| 1906 | 1911 | 1921 | 1926 | 1931 | 1936 | 1946 | 1954 | 1962 |
| ---- | ---- | ---- | ---- | ---- | ---- | ---- | ---- | ---- |
| 920  | 929  | 764  | 772  | 764  | 742  | 749  | 833  | 822  |

| 1968 | 1975 | 1982 | 1990 | 1999 | 2006 | 2011 | 2016 | 2021 |
| ---- | ---- | ---- | ---- | ---- | ---- | ---- | ---- | ---- |
| 784  | 700  | 645  | 630  | 619  | 597  | 620  | 619  | 583  |

| 2022 | - | - | - | - | - | - | - | - |
| ---- | - | - | - | - | - | - | - | - |
| 567  | - | - | - | - | - | - | - | - |

### Sports et loisirs
L'Association sportive de Boucé fait évoluer deux équipes de football en divisions de district,

## Culture locale et patrimoine

### Lieux et monuments
Sous l'Ancien Régime, Boucé comprend deux paroisses : Saint-Pierre de Boucé et Notre-Dame de Boucé :
- L'église Saint-Pierre  a été reconstruite entre 1833 et 1883)[45].
- L'église Notre-Dame a disparu.
- Motte castrale inscrite au titre des monuments historiques[46].